# Loch Veyatie
Loch Veyatie är en sjö i Storbritannien.   Den ligger i kommunen Highland och riksdelen Skottland, i den norra delen av landet, 800 km norr om huvudstaden London. Loch Veyatie ligger 111 meter över havet. Arean är 0,97 kvadratkilometer. Trakten runt Loch Veyatie består i huvudsak av gräsmarker. Den sträcker sig 1,9 kilometer i nord-sydlig riktning, och 3,3 kilometer i öst-västlig riktning.